# Um Rosto Perdido
Um Rosto Perdido foi uma telenovela brasileira que foi produzida e exibida pela extinta TV Tupi às 20 horas, de 1º de novembro de 1965 a 10 de fevereiro de 1966, substituindo A Outra e sendo substituída por Calúnia no horário. Foi escrita por Walter George Durst e dirigida por Geraldo Vietri, a produção é baseada na obra original mexicana de Mimí Bechelani.

## Sinopse
Davi sofre um acidente no mar e perde a memória, encontra-se perdido em uma ilha com seus habitantes, acaba se apaixonando pela Jovem Alba e vive muitas aventuras para descobrir sua real identidade.

## Elenco
| Ator                 | Personagem |
| -------------------- | ---------- |
| Hélio Souto          | Davi       |
| Aracy Balabanian     | Alba       |
| Ana Rosa             | Débora     |
| Lima Duarte          | Cândido    |
| Lélia Abramo         | Irmã Rosa  |
| Rildo Gonçalves      | Demétrio   |
| Lisa Negri           | Rosinha    |
| Sebastião Campos     | César      |
| Maria Luiza Castelli | Elisa      |
| Cacilda Lanuza       | Simone     |
| Elias Gleiser        | Germano    |
| Norah Fontes         | Nazaré     |
| João Monteiro        | Mateus     |
| Guiomar Gonçalves    | Vitória    |